# Zjawisko zbliżenia

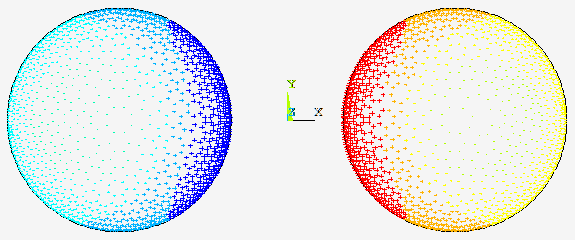
Zjawisko zbliżenia w dwóch okrągłych przewodach miedzianych. Widoczny jest rozkład gęstości prądu przy częstotliwości 20 kHz. Wymuszono prąd o amplitudzie 10 A płynący w przeciwnych kierunkach. Średnica przewodu 2 mm, a odległość między ich środkami 3 mm.

Zjawisko zbliżenia (ang. proximity effect) – zjawisko występujące w układzie dwóch lub więcej przewodników przewodzących prąd przemienny. Najczęściej występuje wspólnie ze zjawiskiem naskórkowości. Na skutek wzajemnego oddziaływania pomiędzy przewodnikami zmienia się w nich rozkład gęstości prądu. Jeżeli prądy płynące w sąsiednich przewodach mają przeciwne kierunki, to następuje przyciąganie nośników prądu (zbliżenie) i gęstość prądu rośnie w częściach przewodów leżących najbliżej siebie. Jeżeli prądy w przewodach mają ten sam kierunek to następuje odpychanie ładunków i gęstość prądu jest wtedy najwyższa w częściach przewodów najbardziej oddalonych od siebie. Zjawisko zbliżenia wpływa na efektywną rezystancję AC przewodów, a w związku z tym na powstające w nich straty mocy.

## Przyczyna powstawania
Mechanizm powstawania zjawiska zbliżenia jest podobny jak mechanizm powstawania zjawiska naskórkowości. W zjawisku naskórkowości płynący prąd generuje powstawanie pola magnetycznego, które następnie wpływa na jego rozkład. W zjawisku zbliżenia pole magnetyczne wytwarzane przez jeden przewód wpływa na rozkład prądu przewodu znajdującego się w jego sąsiedztwie.

Zjawisko zbliżenia – gęstość prądu w dwóch równoległych płaskich płytach, w których prądy płyną w przeciwnych kierunkach

Pole magnetyczne wytwarzane przez przewód z prądem podlega prawu dyfuzji magnetycznej zgodnie z równaniami Maxwella. Pole to wnika do przewodu, który go wytwarza, ale także do przewodów znajdujących się w jego sąsiedztwie (w zasięgu oddziaływania pola magnetycznego) na głębokość zwaną głębokością wnikania określoną wzorem:
{\displaystyle \delta ={\sqrt {\frac {1}{\pi f\mu \sigma }}},}
gdzie:
{\displaystyle f} – częstotliwość,
{\displaystyle \mu } – przenikalność magnetyczna (bezwzględna),
{\displaystyle \sigma } – przewodność przewodu (odwrotność rezystywności).

## Zjawisko zbliżenia w płaskich płytach

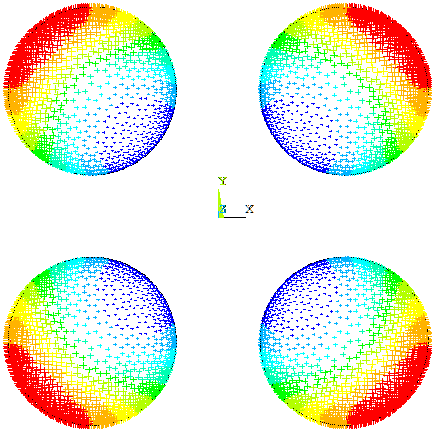
Zjawisko zbliżenia w czterech równoległych przewodach z prądem płynącym w tym samym kierunku

Zjawisko zbliżenia można opisać matematycznie na przykładzie dwóch przewodów w postaci płaskich płyt o szerokości {\displaystyle w1=w2=w} i nieskończonej długości oraz grubości {\displaystyle d1=d2=d} oddalonych od siebie o {\displaystyle 2\cdot s} (grubość w kierunku x, długość w kierunku y, a szerokość w kierunku z kartezjańskiego układu współrzędnych). Jeżeli w płytach płyną prądy w o takich samych amplitudach {\displaystyle J_{m}} i przeciwnych kierunkach (odpowiednio {\displaystyle y} i {\displaystyle -y}) to rozkład prądu w tych przewodach można opisać równaniem:
{\displaystyle J\left({x}\right)=\pm {\frac {k}{w}}\cdot J_{m}\cdot {\frac {\vert \cosh k\left({s+d\pm x}\right)\vert }{\sinh kd}},}
gdzie:
{\displaystyle k={\frac {1}{\delta }}\left({1+j}\right).}

## Zjawisko zbliżenia w układach wieloprzewodowych

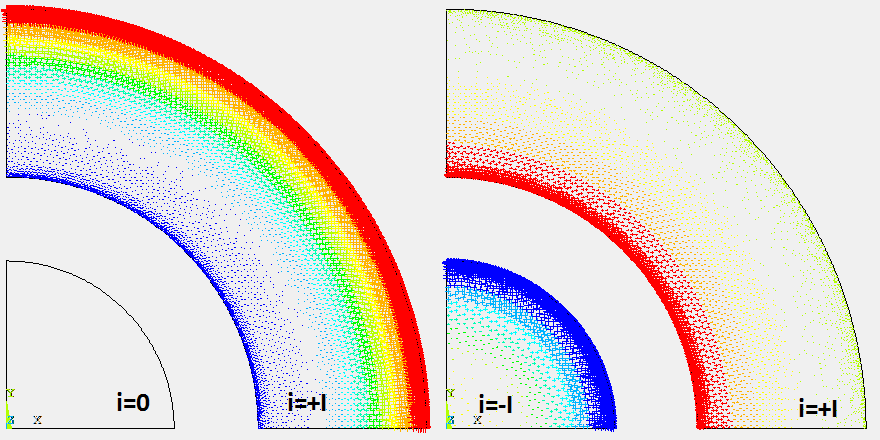
Zjawisko zbliżenia w układzie przewodów koncentrycznych (widoczna 1/4 przekroju) – rozkład gęstości prądu. Jeżeli prąd płynie tylko w zewnętrznym przewodniku jego największa gęstość występuje po zewnętrznej stronie. Jeżeli w wewnętrznym przewodniku popłynie prąd w przeciwnym kierunku, to prąd w zewnętrznym przewodniku przesunie się do wewnętrznej ściany

Efekt zbliżeniowy z prądami płynącymi w tym samym kierunku
I – prąd przemienny
B – pole magnetyczne
E – prądy wirowe

Efekt zbliżeniowy z prądami płynącymi w przeciwnych kierunkach

W przypadku układu wielu przewodów oddziaływanie będzie występować między każdą parą przewodów, dla której pole magnetyczne wytworzone przez jeden z przewodów będzie obejmować przewód drugi. Przykładem wieloprzewodowego zjawiska naskórkowości jest wiązka przewodów (izolowana lub nieizolowana). Zjawisko zbliżenia występuje między wszystkimi przewodami. Jeżeli we wszystkich włóknach wiązki prąd płynie w tym samym kierunku, to na skutek zjawiska zbliżenia prądy sąsiednich włókien będą się odpychały i w efekcie najwyższa gęstość prądu będzie we włóknach zewnętrznych, bo one będą oddziaływać z innymi włóknami tylko jednostronnie. Zjawisko to dotyczy również przewodów typu lica. Aby zapewnić równomierny rozkład prądu w licy włókna w takim przewodzie muszą być odpowiednio przeplatane, tak, aby na odpowiedniej długości każde z włókiem znalazło się w każdym z możliwych położeń. Sprawia to, że rezystancja zastępcza każdego z włókien jest taka sama, przez co prąd rozkłada się równomiernie.

## Zjawisko zbliżenia w układach koncentrycznych
Bardzo interesujące jest występowanie zjawiska zbliżenia w układach koncentrycznych. Jeżeli w przewodzie rurowym będzie płynął prąd z dużą częstotliwością to największa gęstość tego prądu w wyniku zjawiska naskórkowości będzie w zewnętrznej części rury. Umieszczenie wewnątrz niej drugiej rury z prądem w kierunku przeciwnym spowoduje, że na skutek zjawiska zbliżenia prąd przesunie się z części zewnętrznej do wewnętrznej. Takie zjawisko jest obserwowane w transformatorach koncentrycznych mocy. W jego wyniku może dojść do znaczącej zmiany nie tylko rezystancji układu, ale również indukcyjności.